# Swithhelm
Swithhelm va ser rei d'Essex després el seu pare Sigeberht II el Bo, entre el 660 i el 664. Hi ha molt poca informació sobre ell o del seu regnat.
Segons narra Beda, el seu pare va morir assassinat per dos germans, i alguns historiadors creuen que ell podria ser ell un dels germans o bé va estar-hi implicat. L'any 662, va decidit convertir-se al cristianisme, sembla que persuadit per Aethelwald de l'Ànglia Oriental. La cerimònia es va fer a Rendlesham, a prop de Suton Hoo. A la seva mort, l'any 664, el van succeir els seus cosins: Sighere i Sebbi.